# Babina (India)
Babina is een kantonnement in het district Jhansi van de Indiase staat Uttar Pradesh. 

## Demografie
Volgens de Indiase volkstelling van 2001 wonen er 31.947 mensen in Babina, waarvan 62% mannelijk en 38% vrouwelijk is. De plaats heeft een alfabetiseringsgraad van 73%. 